# Flavius Eutropius
Flavius Eutropius (n. sec. IV. d.Hr., d. după 390) a fost un istoric roman. A scris în jurul anului 367 compendiul Breviarium ab urbe condita în 10 cărți, în care tratează istoria Romei de la începuturile ei până la împăratul Valens (364-378), valoros mai ales pentru studierea evenimentelor petrecute în Dacia în secolele al II-lea și al III-lea.
Eutropius susține în mod neîntemeiat că, la data colonizării romane a Daciei, aceasta fusese secătuită de bărbați și că, odată cu trupele romane, a fost retrasă din Dacia și populația romană (271).
Poziția lui Eutropius este apropiată de tradițiile istoriografiei senatoriale, care preconiza o monarhie moderată.

## Etimologie
Numele de Eutropius este forma latinizată a numeului grecesc Ευτροπιος (Eutropios), care se trage din cuvântul grec ευτροπος (eutropos), care înseamnă "versatil".

## Opera
Eutropius a luptat împotriva perșilor, iar în calitate de magister memoriae, la solicitarea împăratului Valens, a scris, în anul 369 (după alte surse în perioada 364 - 378), o istorie romană alcătuită din zece cărți, intitulată „Breviarium ab Urbe condita" (Scurtă istorie de la întemeierea Romei). Pentru a scrie această istorie, a consultat lucrările lui Livius, Suetonius și altele. În lucrare, prezintă evenimentele petrecute până la moartea împăratului Iovian, în 364.
Compendiumul istoriei romane (latină Breviarium Historiae Romanae), este lucrarea sa scrisă în zece volume.